# Клепальська волость
Клепальська волость — адміністративно-територіальна одиниця Путивльського повіту Курської губернії.
Станом на 1880 рік складалася з 9 поселень, 13 сільських громад. Населення — 5388 осіб (2602 чоловічої статі та 2786 — жіночої), 827 дворових господарств.
|                     | Площа, десятин | У тому числі орної, десятин |
| ------------------- | -------------- | --------------------------- |
| Сільських громад    | 4587           | 3991                        |
| Приватної власності | 4698           | 3772                        |
| Іншої власності     | 114            | 106                         |
| Загалом             | 9399           | 7869                        |

Найбільші поселення волості:
- Клепали — колишнє власницьке село при річці Сейм за 22½ версти від повітового міста, 1625 осіб, 274 двори, православна церква, школа.
- Дяківка — колишнє власницьке село при річці Пруда, 957 осіб, 171 двір, православна церква, 12 вітряних млинів.
- Михайлівка — колишнє власницьке село при річці Чаша, 973 особи, 142 двори, 18 вітряних млинів.
- Нова Олександрівка — колишнє власницьке село при річці Чаша, 516 осіб, 91 двір.